# Cupul National Airport
Cupul National Airport är en flygplats i Mexiko.   Den ligger i kommunen Tizimín och delstaten Yucatán, i den östra delen av landet, 1 200 km öster om huvudstaden Mexico City. Cupul National Airport ligger 23 meter över havet.
Terrängen runt Cupul National Airport är mycket platt. Runt Cupul National Airport är det glesbefolkat, med 16 invånare per kvadratkilometer. Närmaste större samhälle är Tizimín, 2,5 km sydost om Cupul National Airport. Trakten runt Cupul National Airport består till största delen av jordbruksmark.